# منوچهر صفرخانی
منوچهر صفرخانی (زاده ۱۳۴۷ در تهران) یک کارگردان و بازیگر تلویزیون است. وی کار تئاتر را در سال ۱۳۶۷ با حسن فتحی شروع کرد. مضحکه پهلوان و پری اولین کار وی است. بعد از کار تئاتر، مجری‌گری را ادامه داد و در زمینه‌های تهیه کنندگی، کارگردانی و تولید نیز سابقهٔ فعالیت دارد.

## فعالیت‌ها

### تئاتر
| نام تئاتر                      | کارگردان        | سمت               |
| ------------------------------ | --------------- | ----------------- |
| بوی گل سوسن و یاسمن            | نادر رجب پور    | بازیگر            |
| بانگ جرس                       | تاج بخش فناییان | بازیگر            |
| مضحکه نوبهار                   | سید وحید ترحمی  | بازیگر            |
| نمایش گنجشک کودک               | منوچهر صفرخانی  | کارگردان و بازیگر |
| نمایش سلامت باشین              | منوچهر صفرخانی  | کارگردان و بازیگر |
| نمایش هدیه تولد                | منوچهر صفرخانی  | کارگردان و بازیگر |
| نمایش معلم مهربان              | منوچهر صفرخانی  | کارگردان و بازیگر |
| نمایش نیکو کاری                | منوچهر صفرخانی  | کارگردان و بازیگر |
| نمایش بازسازی واقعه غدیر خم ۹۳ | منوچهر صفرخانی  | کارگردان          |
| نمایش کمدی عشق یا پول          | سال ۹۵          | تهیه کننده        |
| نمایش کمدی قلنج آبادی‌ها        | سال ۹۵          | تهیه کننده        |

### بازیگر
| نام فیلم          | کارگردان       | توضیحات  |
| ----------------- | -------------- | -------- |
| پیرزن             | سعید کلاهی     | سریال    |
| کلانتری ۹۹        | جواد افشار     | سریال    |
| پول کثیف          | جواد افشار     | سریال    |
| زندگی به شرط خنده | مهدی مظلومی    | سریال    |
| فریادهای خاموش    | حمید زرگرنژاد  | سریال    |
| زیرزمین           | علیرضا افخمی   | سریال    |
| خانه‌ای در دوردست  | کاظم معصومی    | تله فیلم |
| خطر بی‌انتها       | محمد رنجبر     | تله فیلم |
| عروسک شکسته       | منوچهر صفرخانی | تله فیلم |
| بابای من خوانندس  | منوچهر صفرخانی | تله فیلم |
| سوگند             | منوچهر صفرخانی | تله فیلم |
| پرستاران          | علیرضا افخمی   | سریال    |
| ما خیلی باحالیم   | بهمن گودرزی    | سینمایی  |
| سفر در خانه       | بهمن گودرزی    | سریال    |

### تهیه کننده و کارگردان
| نام فیلم                      | توضیحات  |
| ----------------------------- | -------- |
| چقدر وقت داری؟                | ۱۳۸۷     |
| عروسک شکسته                   | ۱۳۸۸     |
| یه قندون نشاط                 | ۱۳۸۹     |
| بابای من خوانندس              | ۱۳۹۱     |
| فیلم کوتاه مهتاب              | ۱۳۸۵     |
| برنامه "بودم، هستم خواهم ماند | ۱۳۸۰     |
| فیلم بسوی آینده               | سال ۱۳۹۴ |

### نویسنده و پژوهشگر
| نام کتاب                                       | موضوع                                                                         | نویسنده |
| ---------------------------------------------- | ----------------------------------------------------------------------------- | --- |
| رازهای دیجیتال مارکتینگ                        | آشنایی با دیجیتال مارکتینگ در کسب و کار                                       | منوچهرصفرخانی نویسنده ، پژوهشگر و فعال حوزه آموزش https://shellpub.ir/product/%d8%b1%d8%a7%d8%b2%d9%87%d8%a7%db%8c-%d8%af%db%8c%d8%ac%db%8c%d8%aa%d8%a7%d9%84-%d9%85%d8%a7%d8%b1%da%a9%d8%aa%db%8c%d9%86%da%af-%d8%af%d8%b1-%da%a9%d8%b3%d8%a8-%d9%88-%da%a9%d8%a7%d8%b1%d9%87%d8%a7/ |
| رازهای موفقیت در بازاریابی تعاملی              | نکات طلایی برای موفقیت در کسب و کار                                           | منوچهر صفرخانی نویسنده ، پژوهشگر و فعال حوزه آموزش https://shellpub.ir/product/%d8%b1%d8%a7%d8%b2%d9%87%d8%a7%db%8c-%d9%85%d9%88%d9%81%d9%82%db%8c%d8%aa-%d8%af%d8%b1-%d8%a8%d8%a7%d8%b2%d8%a7%d8%b1%db%8c%d8%a7%d8%a8%db%8c-%d8%aa%d8%b9%d8%a7%d9%85%d9%84%db%8c-%d9%86%da%a9%d8%a7/ |
| رازهای قدرتمند بودن                            | قدرت عادات و رفتارها در تحول زندگی                                            | منوچهر صفرخانی نویسنده ، پژوهشگر و فعال حوزه آموزش https://shellpub.ir/product/%d8%b1%d8%a7%d8%b2-%d9%82%d8%af%d8%b1%d8%aa%d9%85%d9%86%d8%af%d8%a8%d9%88%d8%af%d9%86-%d9%82%d8%af%d8%b1%d8%aa-%d8%b9%d8%a7%d8%af%d8%a7%d8%aa-%d9%88-%d8%b1%d9%81%d8%aa/                               |
| رازهای فن بیان                                 | تقویت مهارت های سخنوری                                                        | منوچهرصفرخانی نویسنده ، پژوهشگر و فعال حوزه آموزش https://shellpub.ir/product/%d8%b1%d8%a7%d8%b2%d9%87%d8%a7%db%8c-%d9%81%d9%86-%d8%a8%db%8c%d8%a7%d9%86-%d8%aa%d9%82%d9%88%db%8c%d8%aa-%d9%85%d9%87%d8%a7%d8%b1%d8%aa%d9%87%d8%a7%db%8c-%d8%b3%d8%ae%d9%86%d9%88%d8%b1/              |
| کتاب هوش مصنوعی در کسب و کار                   | از شناخت تا پیاده سازی کاربردی                                                | منوچهرصفرخانی نویسنده ، پژوهشگر و فعال حوزه آموزش |
| کتاب هوش طلایی بچه های آینده ساز               | هوش علمی و هوش مالی کودکان و نوجوانان                                         | منوچهر صفرخانی نویسنده ، پژوهشگر و فعال حوزه آموزش |
| کتاب قهرمان زندگی منم یاد بگیر، رشد کن و بدرخش | آموزش مهارت‌های زندگی برای کودکان و نوجوانان                                   | منوچهر صفرخانی نویسنده ، پژوهشگر و فعال حوزه آموزش |
| از نو شروع کن ، زندگی هنوز منتظر توست          | زندگی و خوشبختی ساختنی است                                                    | منوچهر صفرخانی نویسنده ، پژوهشگر و فعال حوزه آموزش |
| نقشه طلایی راه اندازی کسب و کار برای همه       | شروع کن؛ زندگی‌ات را بساز                                                      | منوچهر صفرخانی نویسنده ، پژوهشگر و فعال حوزه آموزش |
| مهارت‌های طلایی همسرگزینی                       | همراهی کامل برای تصمیم ‌گیری هوشمندانه و ساختن زندگی مشترک همراه با عشق و محبت | منوچهر صفرخانی نویسنده ، پژوهشگر و فعال حوزه آموزش |

### آهنگ ها، سروده ها و ترانه ها
| نام ترانه     | خواننده        | لینک |
| ------------- | -------------- | --- |
| تو کتاب عاشقی | منوچهر صفرخانی | https://nex1music.com/%d8%a2%d9%87%d9%86%da%af-%d9%85%d9%86%d9%88%da%86%d9%87%d8%b1-%d8%b5%d9%81%d8%b1%d8%ae%d8%a7%d9%86%db%8c-%da%a9%d8%aa%d8%a7%d8%a8-%d8%b9%d8%a7%d8%b4%d9%82%db%8c/  |
| یه روز عالی   | منوچهر صفرخانی | https://nex1music.com/%d8%a2%d9%87%d9%86%da%af-%d9%85%d9%86%d9%88%da%86%d9%87%d8%b1-%d8%b5%d9%81%d8%b1%d8%ae%d8%a7%d9%86%db%8c-%db%8c%d9%87-%d8%b1%d9%88%d8%b2-%d8%b9%d8%a7%d9%84%db%8c/ |
| گرفتار        | منوچهر صفرخانی | https://nex1music.com/%d8%a2%d9%87%d9%86%da%af-%d9%85%d9%86%d9%88%da%86%d9%87%d8%b1-%d8%b5%d9%81%d8%b1%d8%ae%d8%a7%d9%86%db%8c-%da%af%d8%b1%d9%81%d8%aa%d8%a7%d8%b1/                     |
| قرنطینه       | منوچهر صفرخانی | https://nex1music.com/%d8%a2%d9%87%d9%86%da%af-%d9%85%d9%86%d9%88%da%86%d9%87%d8%b1-%d8%b5%d9%81%d8%b1%d8%ae%d8%a7%d9%86%db%8c-%d9%82%d8%b1%d9%86%d8%b7%db%8c%d9%86%d9%87/               |
| بی نشون       | منوچهر صفرخانی | https://download1music.ir/%d9%85%d9%86%d9%88%da%86%d9%87%d8%b1-%d8%b5%d9%81%d8%b1%d8%ae%d8%a7%d9%86%db%8c-%d8%a8%db%8c-%d9%86%d8%b4%d9%88%d9%86/                                         |
| فریاد آخر     | منوچهر صفرخانی | https://birseda.net/manouchehr-safarkhani-faryad-akhar/ |

### دیگر
| نام برنامه                                | کارگردان              | توضیحات            |
| ----------------------------------------- | --------------------- | ------------------ |
| مسابقه ساعت گروه کودک و نوجوان (سال ۱۳۷۸) | ---                   | مجری               |
| مستند آینه‌های ناگهان                      | اصغر پورهاجریان       | مدیر تولید         |
| ناوگان حمل و نقل شهری                     | محمد علی محراب بیگی   | مدیر تولید         |
| گویندگی رادیو                             | رایو و تلویزیون       | (به مدت ۴ سال)     |
| برگزاری همایش سازمان‌ها و نهادهای دولتی    | در کل کشور            | از سال ۱۳۷۲ تاکنون |
| نگارش ۲۵ نمایشنامه کودک                   | در حوزه کودک و نوجوان |                    |
| طراحی و اجرا تئاتر مدارس                  | کل کشور               | از سال ۱۳۷۲ تاکنون |